# Liste der Flüsse in Suriname

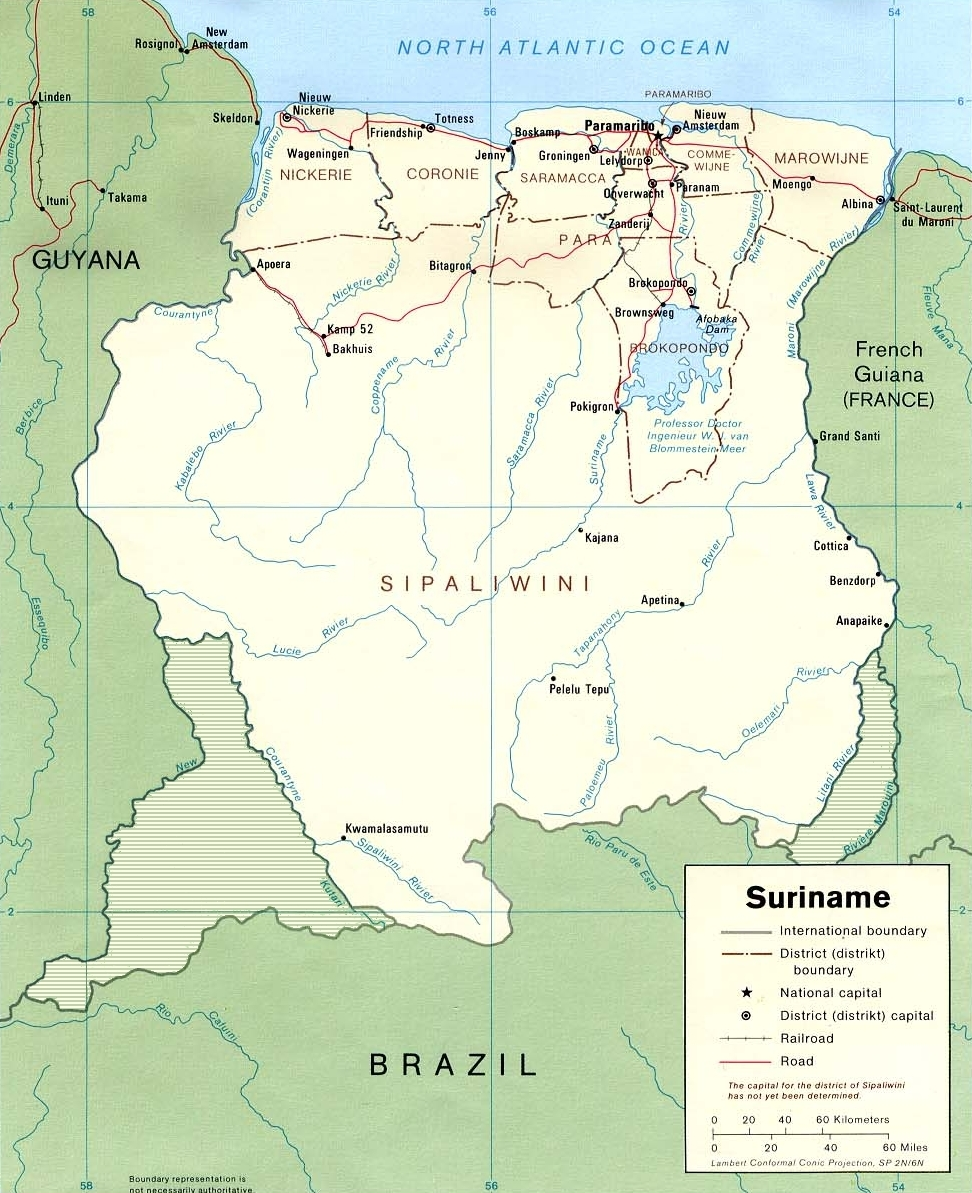
Die wichtigsten Flüsse in Suriname

Dies ist eine Liste der Flüsse in Suriname, gruppiert nach Einzugsgebiet. Die Nebenflüsse sind unter dem Namen des Hauptflusses eingerückt.
- Marowijne (auch „Maroni“ genannt)
  - Tapanahony
    - Palumeu

  - Djoekakreek
  - Gonini
    - Emma
    - Wilhelmina

  - Lawa
    - Litani
      - Oelemari
- Suriname
  - Commewijne
    - Cottica

  - Para
  - Brokopondo-Stausee
    - Gran Rio
- Saramacca
- Coppename
  - Coesewijne
- Nickerie
- Corantijn
  - Kabalebo
  - Lucie
  - Coeroeni
    - Koetari
    - Sipaliwini

  - New River oder Boven-Corantijn
    - Oronoque